# Tolecusatellitidae
Tolecusatellitidae es una familia de virus satélite de ADN monocatenario que dependen de un virus auxiliar para su replicación. Incluye dos grupos de virus satélite (los betasatélites y deltasatélites) clasificados en sus propios géneros Betasatellite y Deltasatellite.
Los betasatélites fueron descubiertos en 2003 y se encontraron en asociación simbiótica con los virus de la familia Geminiviridae y otras familias de virus de ADN monocatenario que infectan plantas. Los deltasatélites fueron descubiertos hasta hace poco en asociación con varias familias de virus de ADN monocatenario.
Estos virus están compuestos por una cadena de ADN circular de ADN monocatenario de aproximadamente 2,7 kb y 1350 nucleótidos que no tiene identidad de secuencia con otros virus. La cápside es icosaedrica y carente de varias proteínas. No presenta envoltura vírica. A diferencia de los alfasatélites (familia Alphasatellitidae), que dependen de la replicación con su virus auxiliar, los betasatélites y deltasatélites también requieren de proteínas del virus auxiliar para poder fabricar su cápside. Inclusive son replicados por su propio huésped viral lo que podría considerarse una asociación parasitaria.

## Clasificación
La familia se subdivide en dos géneros Betasatellite y Deltasatellite y las siguientes especies:
- Betasatellite: Ageratum leaf curl Buea betasatellite – Ageratum leaf curl Cameroon betasatellite – Ageratum yellow leaf curl betasatellite – Ageratum yellow vein betasatellite – Ageratum yellow vein India betasatellite – Ageratum yellow vein Sri Lanka betasatellite – Alternanthera yellow vein betasatellite – Andrographis yellow vein leaf curl betasatellite – Bhendi yellow vein mosaic betasatellite – Cardiospermum yellow leaf curl betasatellite – Chili leaf curl betasatellite – Chili leaf curl Jaunpur betasatellite – Chili leaf curl Sri Lanka betasatellite – Cotton leaf curl Gezira betasatellite – Cotton leaf curl Multan betasatellite – Croton yellow vein mosaic betasatellite – Eupatorium yellow vein betasatellite – Eupatorium yellow vein mosaic betasatellite – French bean leaf curl betasatellite – Hedyotis yellow mosaic betasatellite – Honeysuckle yellow vein betasatellite – Honeysuckle yellow vein mosaic betasatellite – Malvastrum leaf curl betasatellite – Malvastrum leaf curl Guangdong betasatellite – Mirabilis leaf curl betasatellite – Momordica yellow mosaic betasatellite – Mungbean yellow mosaic betasatellite – Okra leaf curl Oman betasatellite – Papaya leaf curl betasatellite – Papaya leaf curl China betasatellite – Papaya leaf curl India betasatellite – Rhynchosia yellow mosaic betasatellite – Rose leaf curl betasatellite – Siegesbeckia yellow vein betasatellite – Tobacco curly shoot betasatellite – Tobacco leaf curl betasatellite – Tobacco leaf curl Japan betasatellite – Tobacco leaf curl Patna betasatellite – Tomato leaf curl Bangalore betasatellite – Tomato leaf curl Bangladesh betasatellite – Tomato leaf curl betasatellite – Tomato leaf curl China betasatellite – Tomato leaf curl Gandhinagar betasatellite – Tomato leaf curl Java betasatellite – Tomato leaf curl Joydebpur betasatellite – Tomato leaf curl Laguna betasatellite – Tomato leaf curl Laos betasatellite – Tomato leaf curl Malaysia betasatellite – Tomato leaf curl Nepal betasatellite – Tomato leaf curl Patna betasatellite – Tomato leaf curl Philippine betasatellite – Tomato leaf curl Sri Lanka betasatellite – Tomato leaf curl Yemen betasatellite – Tomato yellow leaf curl China betasatellite – Tomato yellow leaf curl Rajasthan betasatellite – Tomato yellow leaf curl Shandong betasatellite – Tomato yellow leaf curl Thailand betasatellite – Tomato yellow leaf curl Vietnam betasatellite – Tomato yellow leaf curl Yunnan betasatellite – Vernonia yellow vein betasatellite – Vernonia yellow vein Fujian betasatellite
- Deltasatellite: Croton yellow vein deltasatellite – Malvastrum leaf curl deltasatellite – Sida golden yellow vein deltasatellite 1 – Sida golden yellow vein deltasatellite 2 – Sida golden yellow vein deltasatellite 3 – Sweet potato leaf curl deltasatellite 1 – Sweet potato leaf curl deltasatellite 2 – Sweet potato leaf curl deltasatellite 3 – Tomato leaf curl deltasatellite – Tomato yellow leaf distortion deltasatellite 1 – Tomato yellow leaf distortion deltasatellite 2